# BYD Seal U
BYD Seal U — электромобиль-внедорожник, представленный компанией BYD в 2023 году в Мюнхене.

## Описание
BYD Seal U впервые был представлен в 2023 году на Мюнхенском автосалоне под названием BYD Seal U-t. Комплектация Comfort оснащается аккумулятором ёмкостью 71,8 кВт⋅ч с запасом хода 420 км, а комплектация Design оснащается аккумулятором ёмкостью 87 кВт⋅ч с запасом хода 500 км. В движение автомобиль приводится электродвигателем мощностью 160 кВт и крутящим моментом 330 Н⋅м. Объём багажника 552 л, а при сложенных задних сиденьях — 1440 л. В салоне присутствует 4 USB-зарядки; внешние электронные устройства подключаются с помощью функции V2L (Vehicle-to-Load). 15,6-дюймовый центральный сенсорный экран регулируется по вертикали и горизонтали.

## Галерея

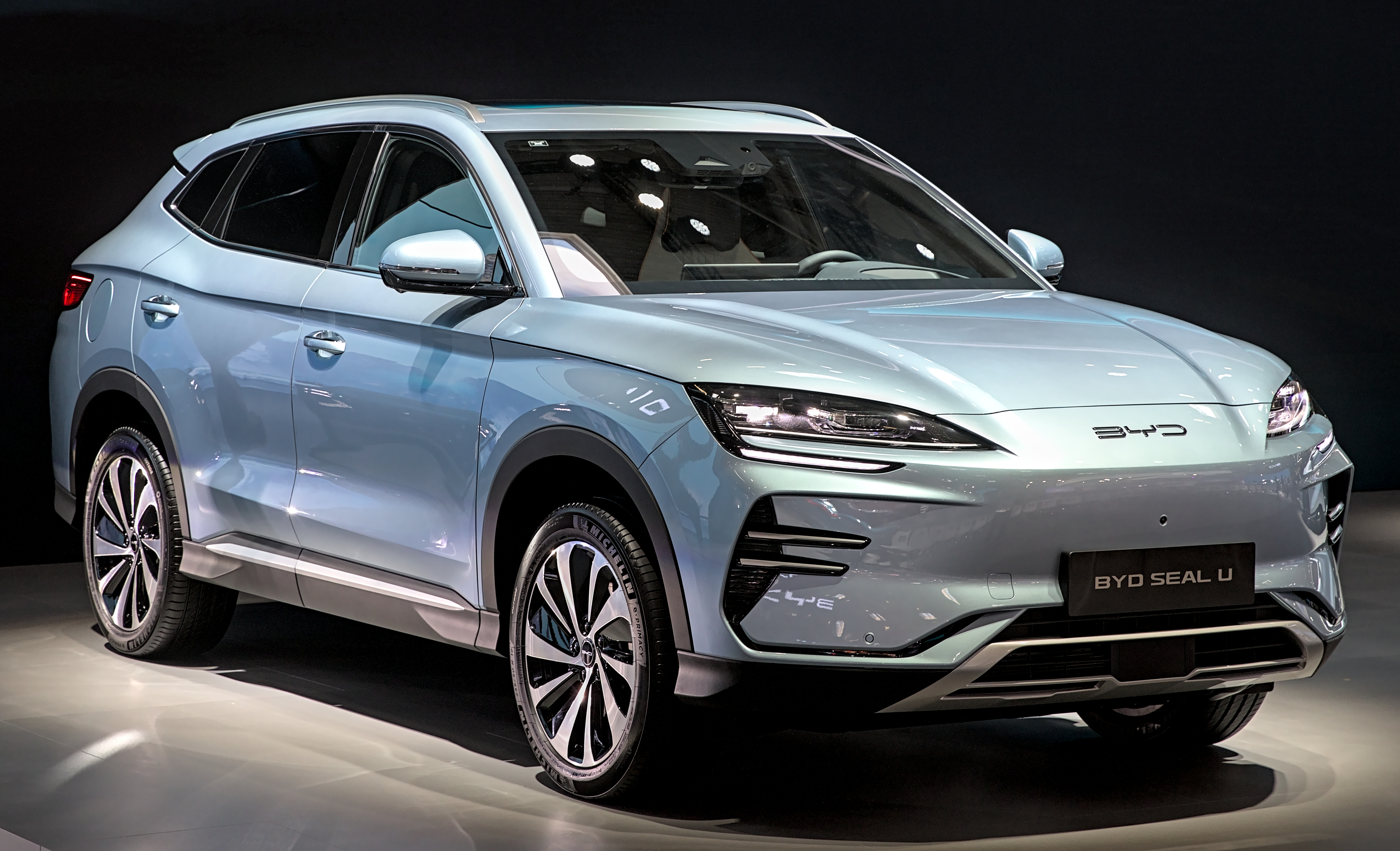
Вид спереди
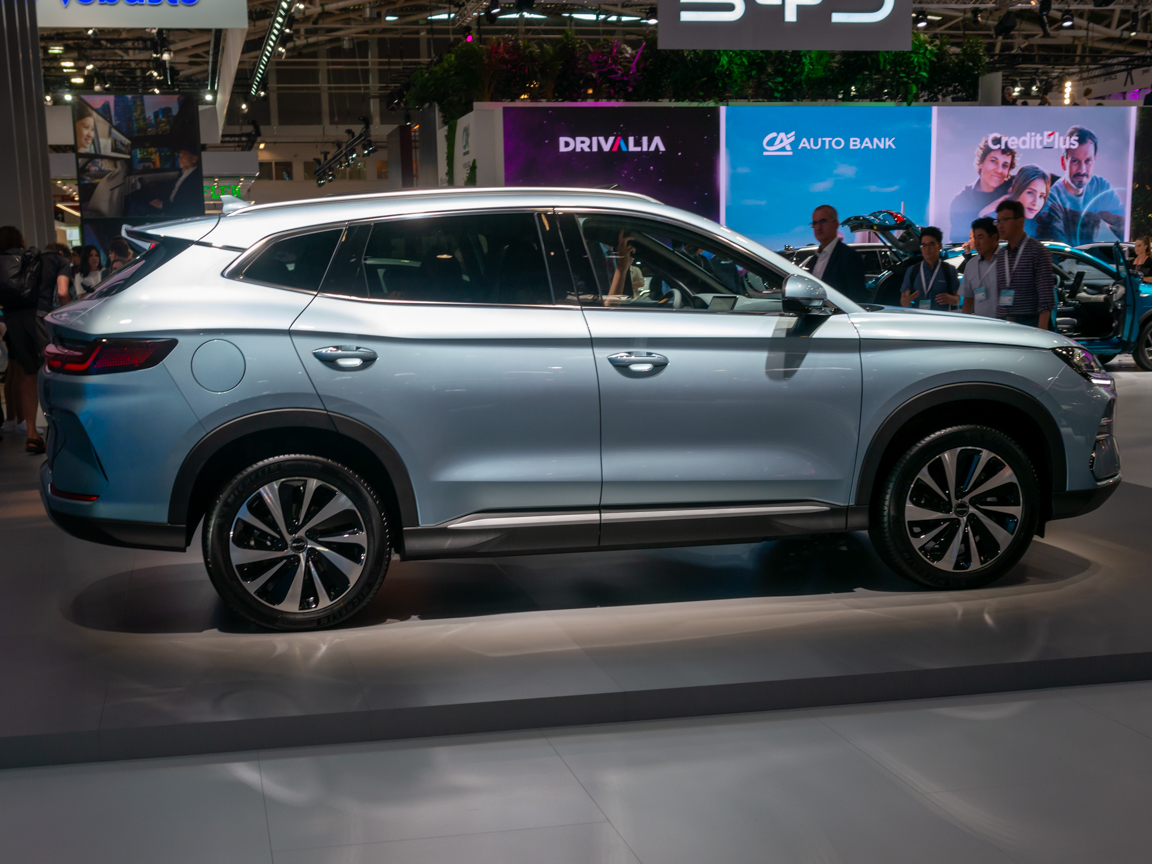
Вид сбоку
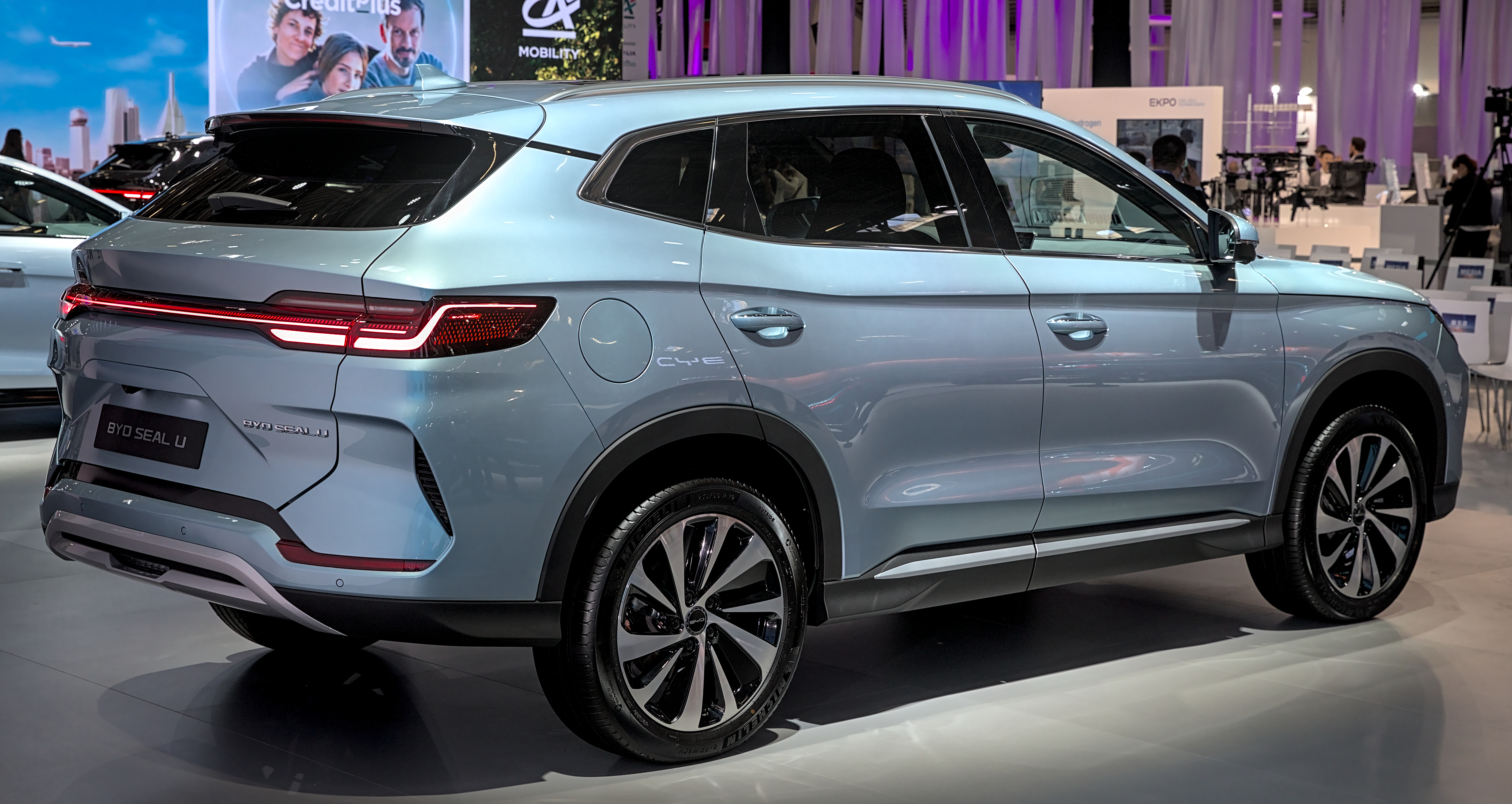
Вид сзади
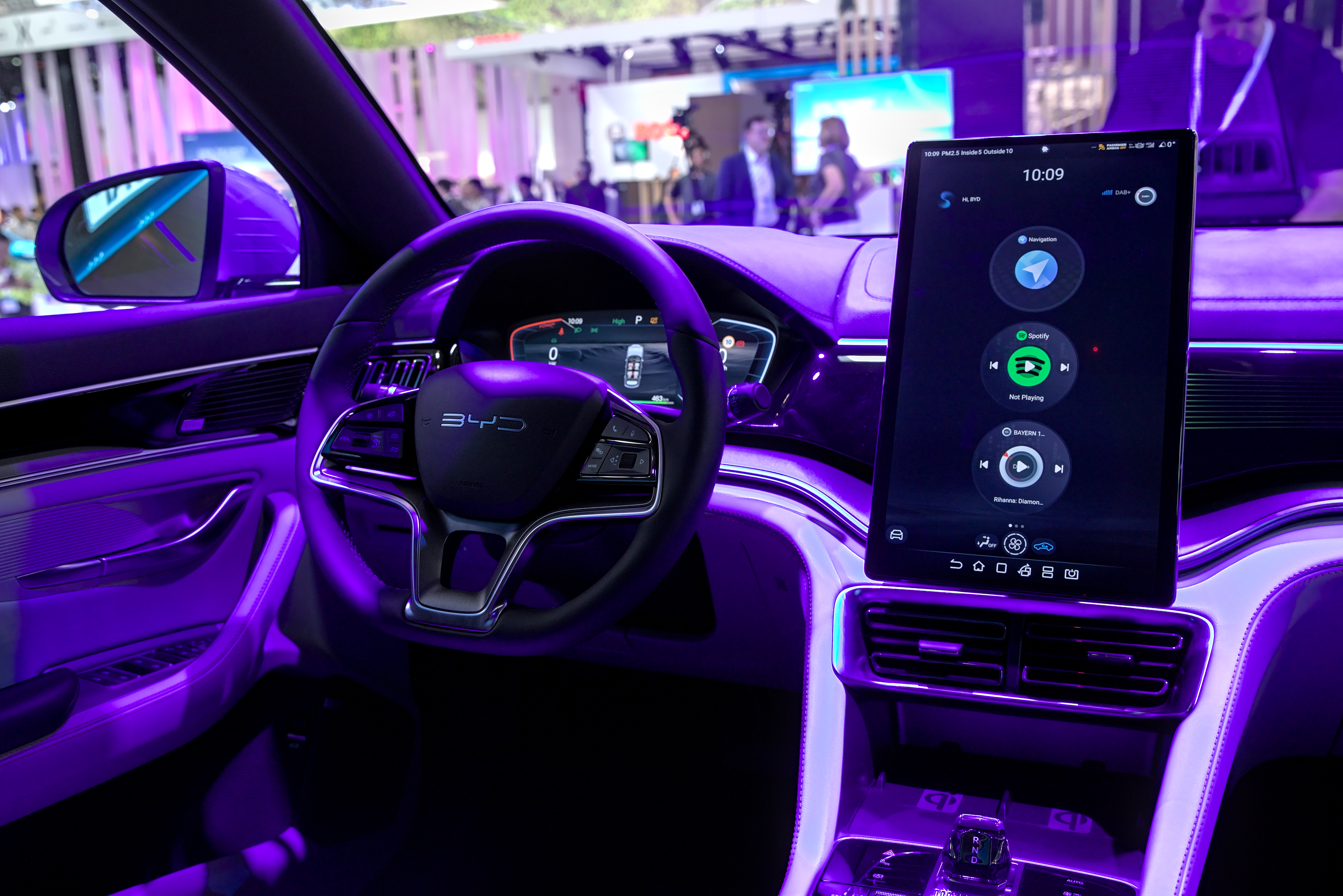
Интерьер
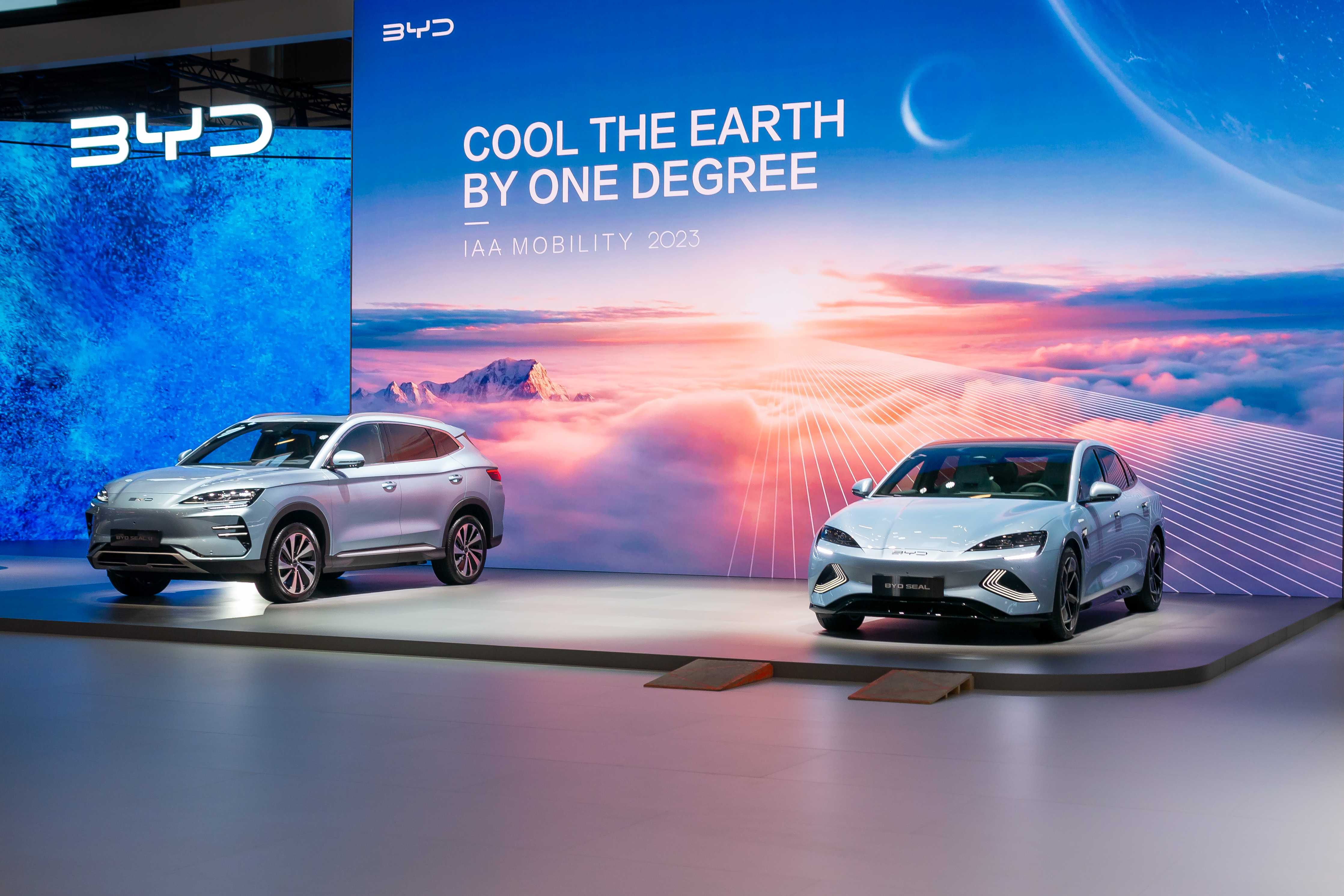
BUD Seal U и BYD Seal